# フランチェスコ2世・デステ
フランチェスコ2世・デステ（Francesco II d'Este, 1660年3月6日 - 1694年9月6日）は、モデナ＝レッジョ公（在位：1662年 - 1694年）。

## 生涯
アルフォンソ4世・デステと妃ラウラ・マルティノッツィ（マザラン枢機卿の姪）の一人息子として生まれた。姉はイングランド王妃となったマリーア（英語名：メアリー・オブ・モデナ）である。
2歳で公位を継承し、信心深く厳格な母ラウラが1674年まで摂政を務めたが、実質は母のイエズス会告解師ガリンベルティ神父の影響下にあった。ラウラがマリーアを連れて結婚のためイングランドへ渡ると、フランチェスコは14歳にして実権を掌握し、従兄チェーザレ・イニャツィオとその仲間から自由となった。ラウラは帰国後、宮廷から引退した。フランチェスコの外交政策は、1688年に名誉革命で国を追われたジェームズ2世一家を保護していたフランス王ルイ14世の要求に左右された。しかし彼はフランスが公国に口出しをすると抵抗した。
1692年、マルゲリータ・マリーア・ファルネーゼと結婚。しかし子供はなく、1694年に亡くなった。彼のあとを継いだのは、父アルフォンソ4世の異母弟で、聖職についていたリナルドだった。
彼は少年の頃からヴァイオリンを習い、音楽のパトロンとなった。彼の書斎がほぼ完全なかたちでエステンセ書庫館の中に保存されている。

## Bibliography
- Alessandro Cont, “Sono nato principe libero, tale voglio conservarmi”: Francesco II d’Este (1660-1694), “Memorie Scientifiche, Giuridiche, Letterarie”, Accademia Nazionale di Scienze Lettere e Arti di Modena, ser. 8, 12 (2009), 2, pp. 407-459.